# The Joshua Tree

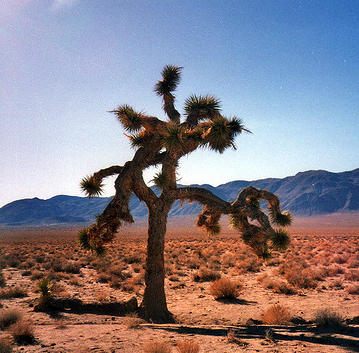
Fotografia original de la portada de l'àlbum.

The Joshua Tree és el cinquè àlbum de la banda irlandesa de rock U2. Editat el 9 de març de 1987 per Island Records, va ser produït per Brian Eno i Daniel Lanois. L'àlbum té influències de les arrels de la música irlandesa i americana, i prové de l'anomenat "romanç de la banda amb Amèrica". Escrit i enregistrat a la ciutat de Dublín l'any abans, la banda volia insistir en l'atmosfera de l'àlbum anterior de la banda, The Unforgettable Fire, però també va buscar un so més contundent dins de la disciplina estricta de les estructures de les cançons més convencionals, en contrast amb l'experimentació de The Unforgettable Fire.
L'àlbum va elevar la banda "d'herois a súper-estrelles", d'acord amb la revista Rolling Stone. De l'àlbum en van sorgir els grans senzills «Where the Streets Have No Name», «With or Without You» i «I Still Haven't Found What I'm Looking For», cançons que segueixen sent imprescindibles en totes les ràdios. The Joshua Tree va guanyar els Grammy a "Millor àlbum de l'any" i "millor interpretació rock d'un duo o grup amb vocalista" a l'edició del 1988. El 2003 l'àlbum es va situar a la 26a posició del rànquing que va crear la revista Rolling Stone dels "500 millors àlbums de tots els temps". L'àlbum és un dels més venuts a tot el món, havent venut més de 25 milions de còpies. L'any 2007 es va editar una versió remasteritzada per a celebrar el 20è aniversari de l'edició original.